# Antiblemma rotundifera
Antiblemma rotundifera là một loài bướm đêm trong họ Erebidae.